# Фаселис
Фасе́лис, Фаселида (др.-греч. Φασηλίς) — античный город в Ликии, на территории современной Турции в провинции Анталья.  Располагается в 16 км от Кемера и в 60 км от Антальи по дороге на Текирову, на небольшом полуострове, выступающем в Средиземное море, среди сосновых и кедровых деревьев природного парка Beydağları Coastal National Park. 

## Этимология
Название города может восходить к лувийскому Фасала (Паассала), означающему «морской городок», однако сведения о существовании города в период до греческой колонизации отсутствуют.

## История

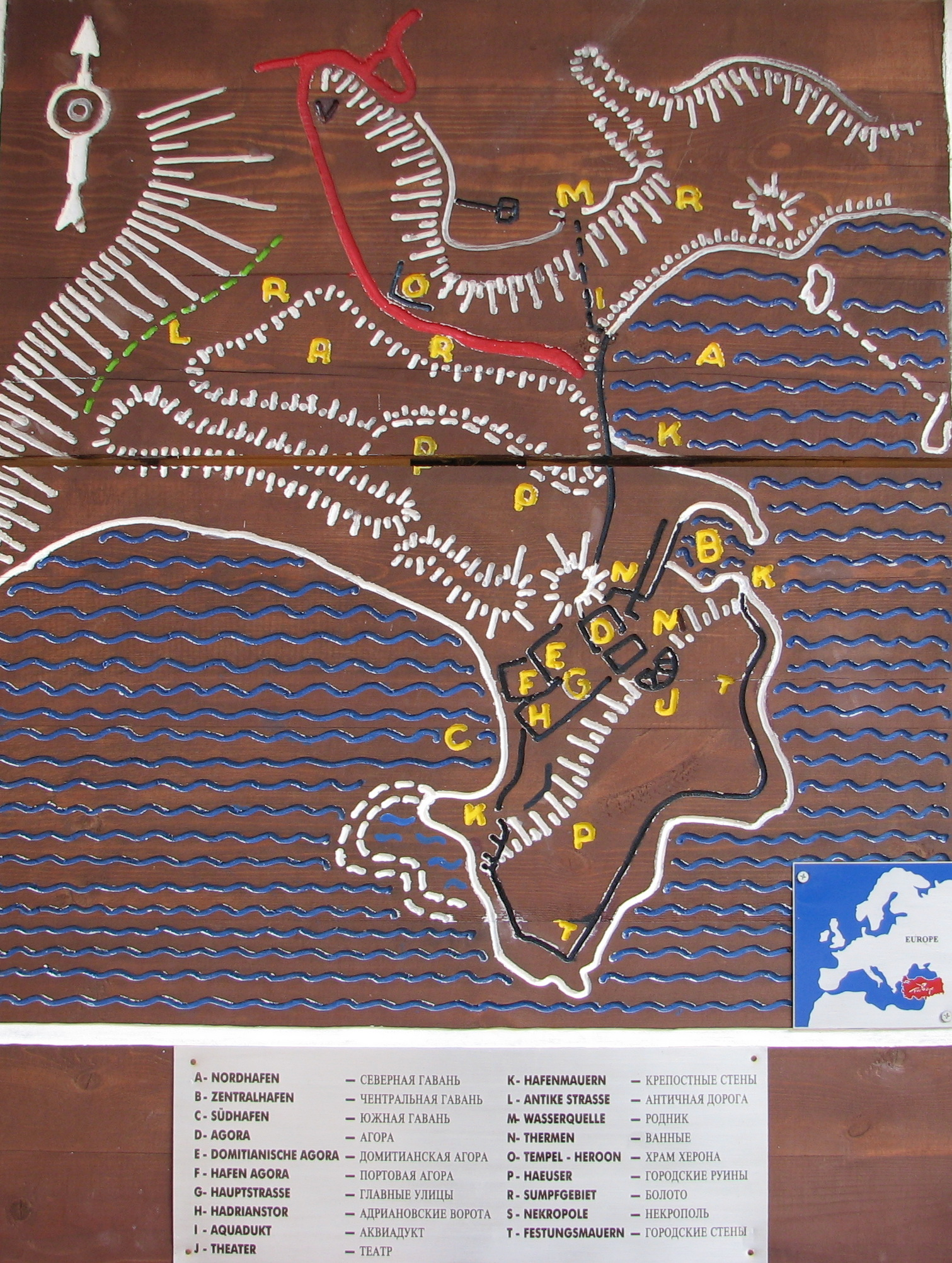
Карта-схема

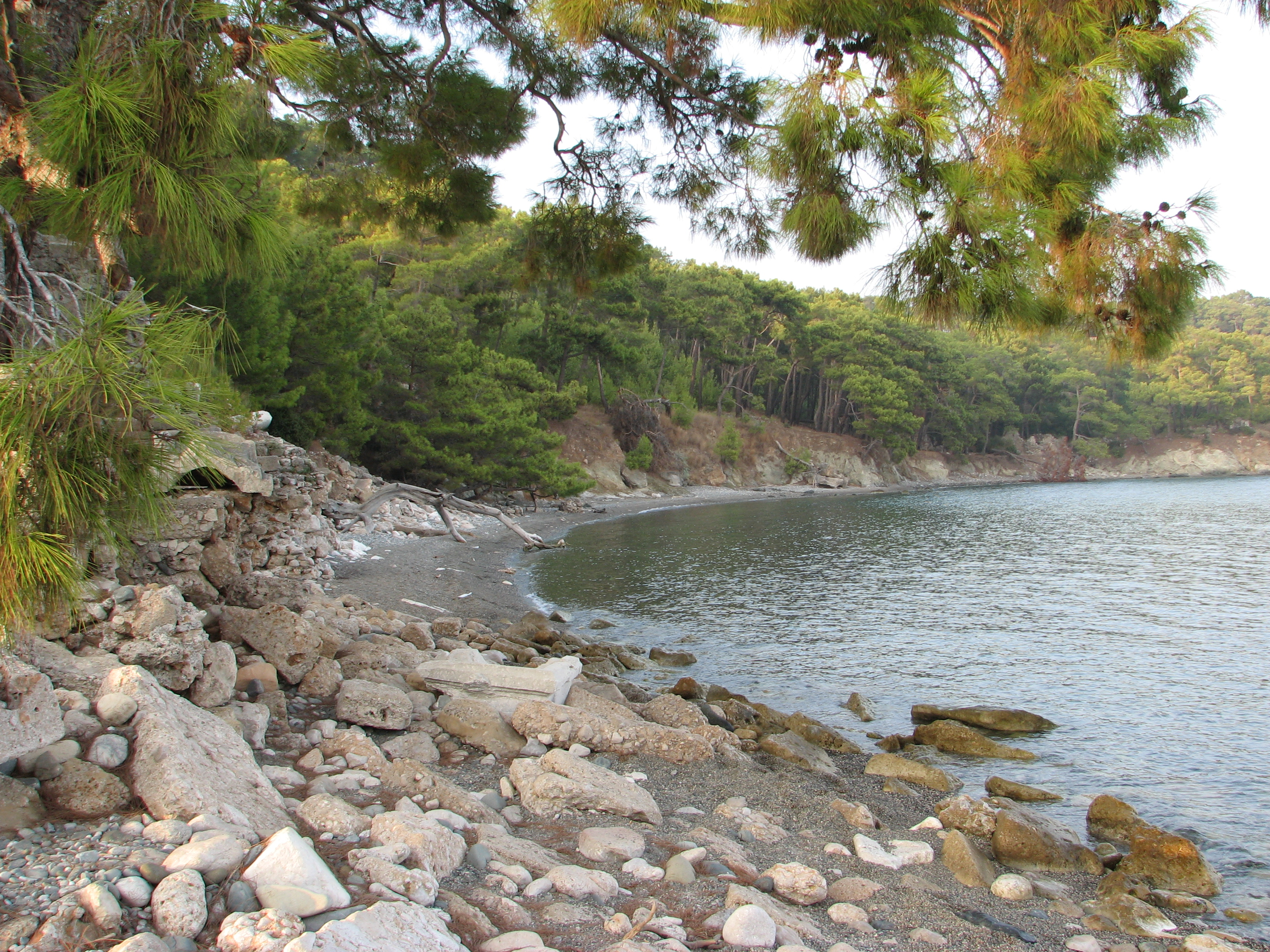
Северная гавань (А)

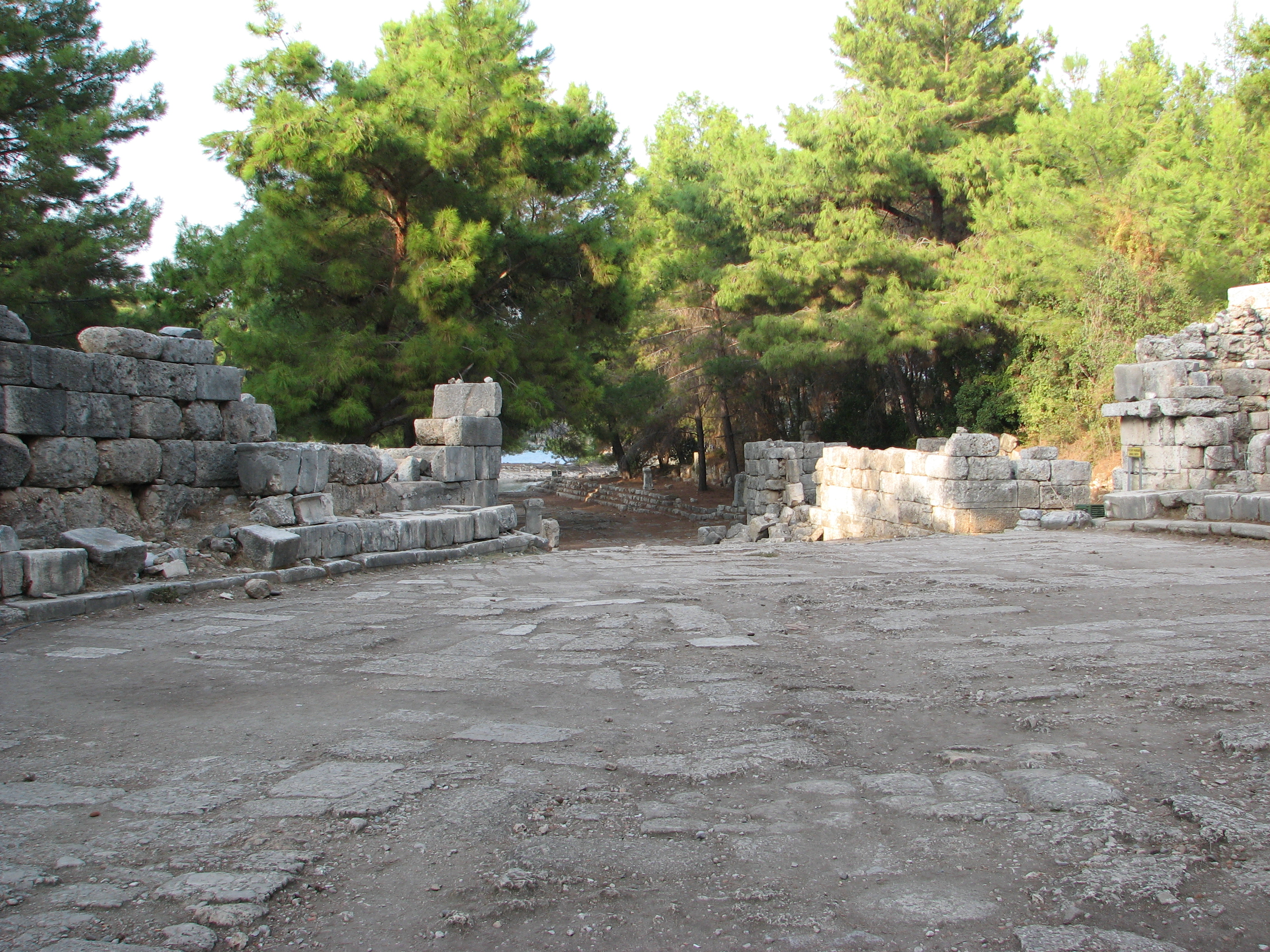
Центральная улица (G)

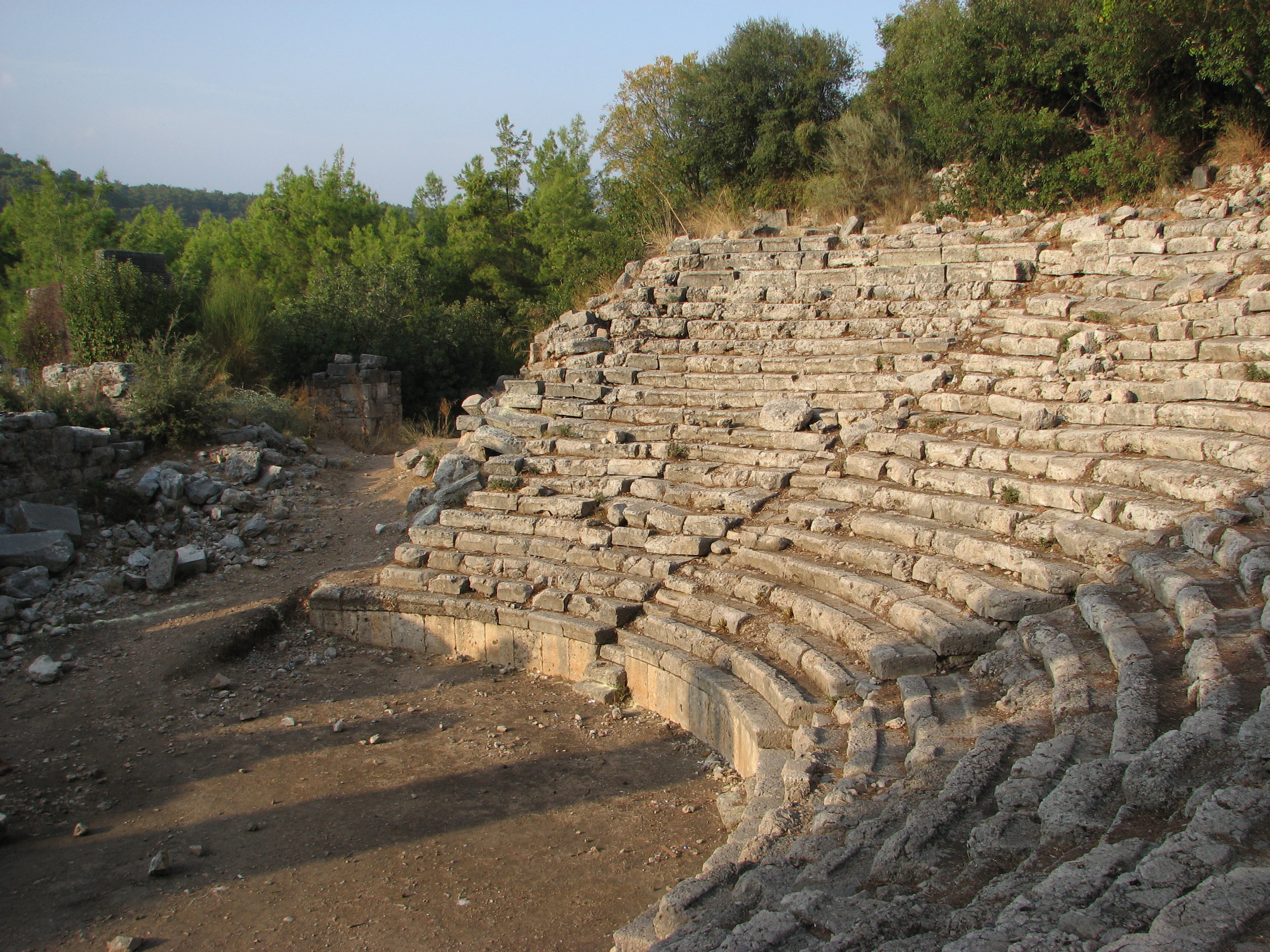
Театр (J)

По преданию, город был основан в VII веке до н. э. колонистами с острова Родос во главе с Лакием. Скорее всего, город был основан для того, чтобы доставлять лес богатого деревьями Тавра (горная цепь) в другие средиземноморские гавани. Фаселис, находящийся на границе двух исторических областей, иногда относился к Ликии, иногда к Памфилии. В V в. до н. э. город находился под властью Ахеменидов, позднее входил в Афинский морской союз, в IV в. до н. э. им владели глава области Кария Мавсол и правитель соседнего города Лимира Перикл. В 333 г. до н. э. город встретил Александра Македонского, вручив ему золотой венец.  В эллинистическое время был под властью Птолемеев и родосцев, в 167 году до н. э. стал членом Ликийской лиги и чеканил собственную монету. Фаселис, вместе с городом Олимп, временами подвергался грабежам киликийских пиратов, а в 42 году до н. э. перешёл под владычество Рима. С этого времени начинается переустройство города, растёт его благосостояние. Расцвет города продолжался около 300 лет. В 129 году город посетил император Адриан, в его честь была построена монументальная арка в конце главной улицы у выхода к южной гавани. Время от времени город страдал от эпидемий лихорадки, которую, вероятно, заносили туда родосские моряки, а иногда переживал трудные дни из-за нападения диких ос. В V—VI вв., во времена господства Византии, Фаселис был одним из городов, принявшим условия Халкидонского собора (451 год). В VII в. подвергался нашествиям арабов. В VIII веке начался новый период процветания города. 
В 1158 году был осажден сельджуками. Землетрясения, а также рост торговой активности в портах Антальи и Аланьи привели к тому, что Фаселис к XIII веку потерял своё значение и был практически покинут жителями.

## Экономика и культура
Жители Фаселиды были известны своей торговой деятельностью. Изображения фрагментов гавани, агор и античных кораблей на монетах Фаселиса подтверждают его торговый характер. По свидетельству Павсания, главной богиней-покровительницей города была Афина Паллада, в храме Афины хранилось копьё Ахилла. Также по легенде в Фаселиде хранился золотой саркофаг с прахом Александра Македонского, который перевезли сюда из Александрии в позднеримский период. Город был известен производством розовой эссенции. Женщины носили особую прическу «сисое», которая была похожа на прическу египетской богини Изиды.  Из известных горожан можно назвать оратора и трагического поэта Теодекта, философа-перипатетика Критолая, софиста Лакрита (героя речи Демосфена) и Мнесимаха, чьи сочинения "О скифах" и "Диакосм" были известны Аполлонию Родосскому и Михаилу Пселлу. Упоминания заслуживает и житель соседнего Родиаполя Опрамой, который потратил значительную часть своих средств на восстановление зданий в двадцати восьми ликийских городах, включая Фаселиду, после землетрясения, случившегося между 140 и 143 годами н. э. Из религиозных деятелей города византийского времени можно назвать Фронто, который принимал участие в Халкидонском соборе, и Аристомеда, который в 458 году вместе с другими религиозными деятелями Ликии подписал письмо императору Льву I.

## Руины
Город имел три гавани (см. схему): одна находилась на северо-востоке полуострова (северная гавань, A), другая располагалась к югу от нее (центральная гавань, B), третья —  на юго-западе (южная гавань, C). 
Большинство сохранившихся руин относятся к римскому и византийскому периодам и расположены в районе главной улицы (G), соединяющей центральную и южную гавани (B и C). В юго-западном конце главной улицы располагается арка Адриана (H). Справа от главной улицы, если идти от южной гавани к центральной, располагаются три агоры: портовая (F),  домицианская (E) и еще одна одна (D). К юго-востоку от агоры (D) находится небольшая площадь, на юго-восточной стороне которой лестница ведёт к театру (J) и акрополю. Построенный в IV веке до н. э. на склоне акрополя театр Фаселиса сравнительно небольшой (его 20 рядов рассчитаны на 3 тысячи человек) и представляет собой типичный образец театра эллинистического периода. Дошедшие до наших дней руины свидетельствуют о том, что сцена театра была построена в римское время. В позднеримский период театр служил ареной, а в поздневизантийский период его сцена использовалась как часть городской стены. На агоре (D), что напротив театра, видны развалины небольшой базилики византийского периода. Справа от входа в город находятся самые древние стены городской крепости (III век до н. э.), а также руины, вероятнее всего, храма или монументального склепа. На восточном склоне акрополя видны развалины двух храмов — Афины и  Гермеса. 
Город снабжался водой из источника (M) на северном холме. Вода доставлялась посредством акведука (I), руины которого возвышаются над современной автостоянкой. Рядом с акведуком заметны остатки древних хранилищ для воды. Поступавшей водой обеспечивались, в частности, городские бани (N) к востоку от агоры (D). Особенно интересны малые бани с типичной для римских терм системой отопления. 
За центральной гаванью, по сообщению Страбона, было небольшое озеро, к настоящему времени оно превратилось в болото (R). На склонах за северной гаванью располагалось городское кладбище. В двух некрополях города находятся гробницы с крышками с изображениями фигур Эрота и львов.   
Многие значительные сооружения города всё ещё скрыты под землей и ждут исследования. Обнаруженные в ходе раскопок объекты хранятся в музее Антальи.

## Галерея

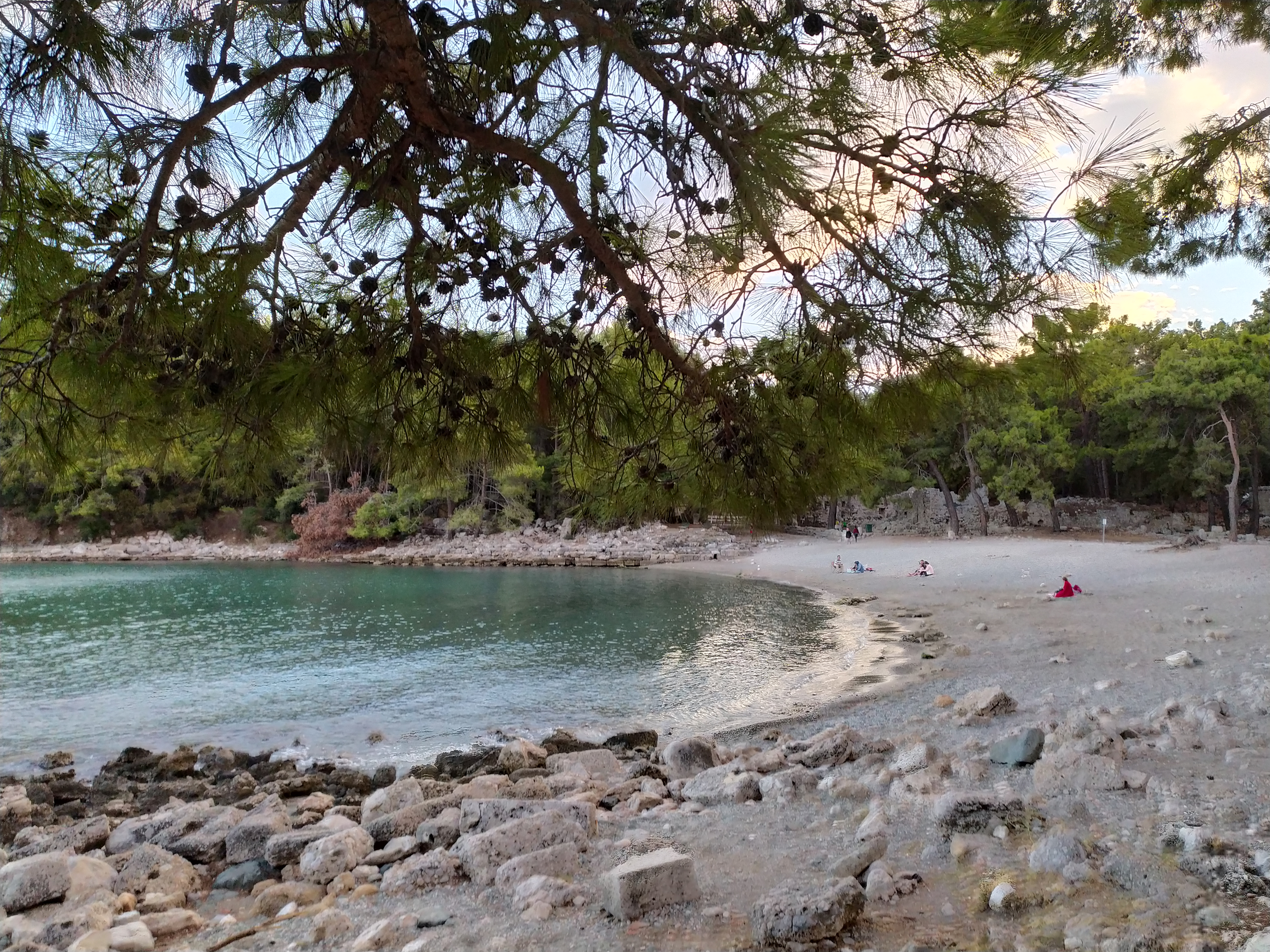